# Ligyra dido
Ligyra dido är en tvåvingeart som först beskrevs av Osten Sacken 1886.  Ligyra dido ingår i släktet Ligyra och familjen svävflugor. Inga underarter finns listade i Catalogue of Life.